# Gastrochilus matsuran
Gastrochilus matsuran är en orkidéart som först beskrevs av Tomitaro Makino, och fick sitt nu gällande namn av Rudolf Schlechter. Gastrochilus matsuran ingår i släktet Gastrochilus och familjen orkidéer. Inga underarter finns listade i Catalogue of Life.